# Carnival (1931)
Carnival é um filme de drama britânico de 1931 dirigido por Herbert Wilcox e estrelando Matheson Lang, Joseph Schildkraut, Kay Hammond e Chili Bouchier. Durante uma apresentação de Otelo, um ator com ciúmes tenta estrangular sua esposa que ele acredita tenha cometido adultério. Foi uma refilmagem do filme homônimo de 1921. O músico francês Alfred Rode aparece com sua banda.